# Steve Biko
« Biko » redirige ici. Pour l’article homophone, voir Bicot.
Stephen Bantu Biko, dit Steve Biko, né le 18 décembre 1946 et mort le 12 septembre 1977, est un militant noir d'Afrique du Sud et une des figures de la lutte anti-apartheid.

## Biographie

### Étudiant et militant anti-apartheid
Né à King William's Town dans la province du Cap, Steve Biko rejette rapidement la politique à cause de son frère, arrêté en 1963 pour militantisme anti-apartheid et accusé d'être un Poqo, un membre de la branche armée du Pan Africanist Congress (PAC). 
Étudiant à l'université de médecine du Natal où il est élu au conseil représentatif des étudiants noirs, Biko est délégué en 1968 à la Conférence de la National Union of South African Students (NUSAS) à l'Université de Rhodes. Révolté par sa condition de Noir dans l'Afrique du Sud de l'apartheid, il en vient rapidement à rompre avec le libéralisme et la diversité multiraciale prônée par la NUSAS, dominée par les étudiants blancs. 
En 1968, les étudiants noirs quittent la NUSAS et fondent, l'année suivante, la South African Students' Organisation (SASO), pour les étudiants non-blancs .

### Création de la SASO, syndicat d'étudiants noirs

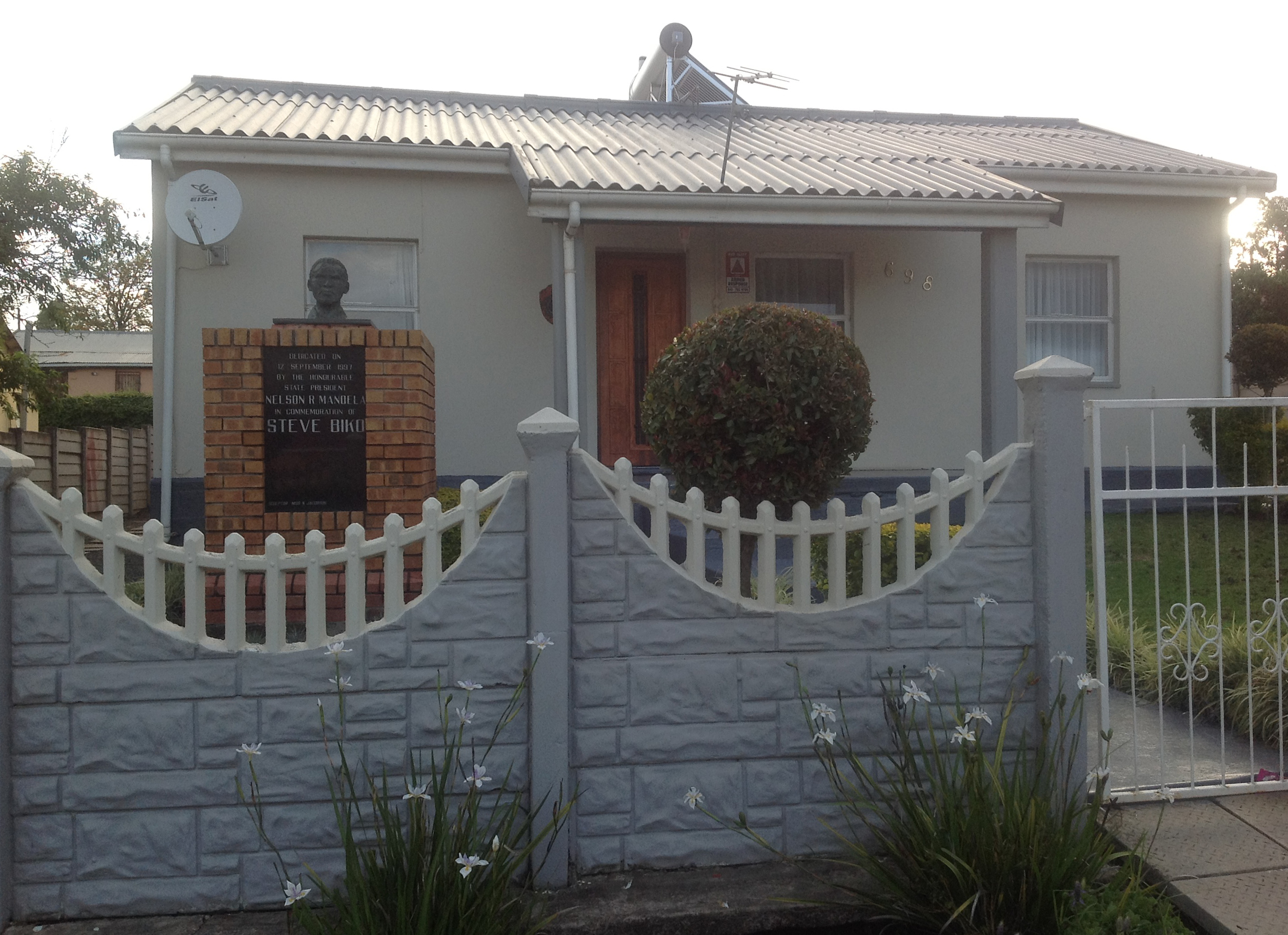
Maison de Steve Biko au 698 Ngxata Street, township de Ginsberg, à King William's Town.

En 1969, à l'université du Nord près de Pietersburg, il participe aux côtés de nombreux étudiants noirs du Natal à la création de la South African Students Organisation (SASO, Organisation des étudiants sud-africains), et en devient le premier président élu. Le SASO était l'un des principaux représentants du Black consciousness movement (Mouvement de conscience noire) dont Biko était l'initiateur. 
Biko et le Black Consciousness movement critiquent l'ANC et les libéraux blancs, préconisant une émancipation des Noirs par eux-mêmes, en affirmant que, même s'ils sont de bonne volonté, les Blancs ne peuvent comprendre entièrement le point de vue des Noirs sur la lutte à mener. Il se prononce contre l'intégration entre Noirs et Blancs, se déclarant contre « le fait qu'une minorité de colons impose un système entier de valeurs aux peuples indigènes ». 
Pour lui, la « libération psychologique » doit précéder la « libération physique » : les Noirs ne peuvent se libérer politiquement de l’apartheid que s’ils cessent de se sentir inférieurs aux blancs. C'est pourquoi ils ne doivent ni ne peuvent compter sur l’aide ou l’assistance de Blancs et doivent cesser de participer à tout mouvement incluant des Blancs. L'idée que les Noirs puissent ainsi déterminer de leur propre destinée et le principe de la fierté de la conscience noire ont un grand retentissement alors que les lois d'apartheid sont à l'apogée de leur mise en œuvre .
La pensée de Biko est ainsi influencée par celle d'autres grands leaders de l'émancipation des Noirs, tels W.E.B. DuBois, Marcus Garvey, Alain Locke, Frantz Fanon et les penseurs de la Négritude, Aimé Césaire et Léopold Sédar Senghor. Biko développe cette doctrine en adaptant le slogan des Black Panthers américains « black is beautiful », préconisant aux Noirs de croire en leurs capacités et de prendre en main leur destinée. Attentif à la pensée de Gandhi et de Martin Luther King, Biko emploie des techniques de non-violence, mais davantage en tant que moyen efficace de lutte face à l'appareil répressif de l'État ségrégationniste que par conviction pacifiste .
Malgré cette stratégie non violente, la SASO est assimilée par le pouvoir en place au Black Power américain[réf. nécessaire].
En 1972, la SASO se prononce contre toute coopération avec les leaders noirs impliqués dans le système de l'apartheid. Biko qualifie même de « collaborateurs » les modérés travaillant à l'intérieur du système ou ceux qui prônent de tels rapprochements, et fait entériner une idéologie radicale. La même année, Biko lance la Black Peoples Convention (BPC), version post-étudiante de la SASO. 
En 1973, il est détenu sous l'accusation de terrorisme avec d'autres membres de la Conscience noire, alors que les écoles sont progressivement politisées par les membres de son organisation et que se développent les tentatives de boycotts et de fermetures d'écoles. Biko est alors banni et assigné à résidence dans sa région du Cap-Oriental, empêché de tenir des discours en public et de parler à plus d'une personne à la fois. Dans le même temps, les désirs d'émancipation des jeunes noirs lui apportent de plus en plus de militants qui rejettent les principes de modération et d'intégration de leurs parents. 
En juin 1976, cette évolution débouche sur des soulèvements populaires dans tous les townships du pays, à mesure que se durcit la répression des forces de sécurité et notamment la révolte des écoliers contre l'imposition de l'éducation en afrikaans qui deviendra le massacre de Soweto. Biko est d'abord mis au secret pendant 101 jours puis, bravant les interdictions de séjour, il sillonne le Cap-Oriental. C'est à cette époque qu'il se lie d'amitié avec le journaliste progressiste Donald Woods qui écrira sa biographie. 
Steve Biko est arrêté par la police le 18 août 1977. Emmené à Port Elizabeth où il est torturé, Biko est ensuite transféré à Pretoria, Transvaal, le 11 septembre 1977.

### Une mort suspecte

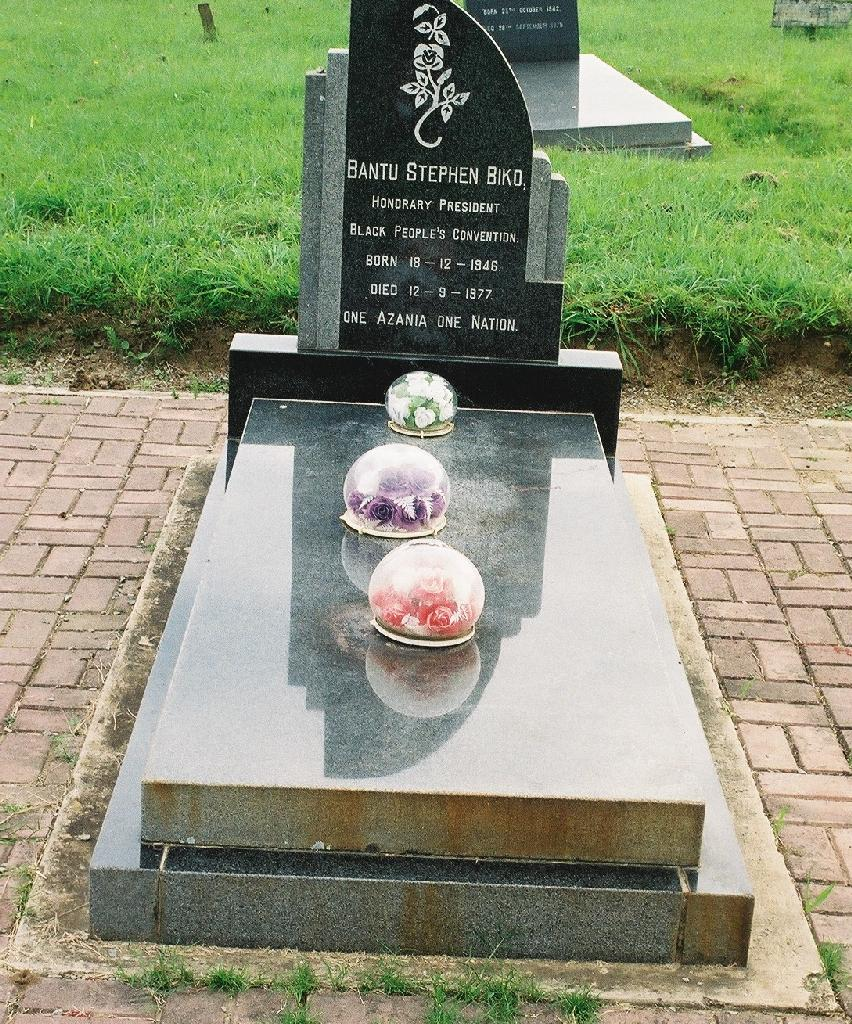
Tombe de Steve Biko à King William's Town.

Le 12 septembre 1977, Biko meurt en détention, officiellement des suites d'une grève de la faim. Le prêche lors de ses funérailles est assuré par Desmond Tutu, futur prix Nobel de la paix, alors proche de la Black theology (théologie noire).
Les conditions de la détention ainsi que le décès brutal de Biko font l'objet d'une polémique internationale qui débouche sur la condamnation du régime sud-africain. À l'ONU, le conseil de sécurité vote coup sur coup les résolutions 417 (31 octobre 1977) et 418 (4 novembre 1977), cette dernière imposant un embargo sur les ventes d'armes à destination de l'Afrique du Sud. Après son décès, Biko devient le symbole de la résistance noire face à la cruauté du pouvoir en place .
Aux questions de la députée libérale Helen Suzman sur la mort de Biko, la réponse du ministre de la Justice, Jimmy Kruger, résonne à travers le monde entier : « La mort de Steve Biko me laisse froid ». Les policiers concernés ne reçoivent qu'un blâme dans un premier temps, alors que les médecins impliqués sont pris à partie par leurs collègues, notamment avec une enquête d'éthique médicale menée par Frances Ames, qui s'achèvera en 1985, quand la Cour suprême d'Afrique du Sud statue en faveur de sanctions contre les chirurgiens. La police finit par avouer le meurtre de Steve Biko à la Commission vérité et réconciliation à la fin des années 1990. 
Le 7 octobre 2003, soit près de dix ans après l'avènement d'un régime multiracial en Afrique du Sud, la justice sud-africaine renonce à poursuivre les cinq policiers pour manque de preuves et absence de témoins[réf. nécessaire].

## Famille
Steve épouse en 1970 Ntsiki Mashalaba. De ce mariage naissent deux enfants :
- Nkosinathi, en 1971 ;
- Samora.

Biko aura également d'autres enfants de relations hors mariage :
- de Mamphela Ramphele, il a une fille, Lerato, née en 1974 mais morte deux mois après de pneumonie. Il a également de cette liaison un fils posthume, Hlumelo (en), né en 1978 ;
- de Lorraine Tabane, il a une fille, Motlatsi, née en 1977.

## Hommages

### Musique
Steve Biko et les circonstances de sa mort ont inspiré de multiples chansons, dont :
- Tribute to Steve Biko, du toaster jamaïcain Tappa Zukie dans son album Peace in the Ghetto, 1978 ;
- A motor-bike in Afrika, du britannique Peter Hammill, sur son album The Future Now, 1978 ;
- Biko's Kindred Lament, du groupe de reggae anglais Steel Pulse sur l'album Tribute to the Martyrs, 1979 ;
- Biko de Peter Gabriel, sur l'album Peter Gabriel 3 (Melt) en 1980, reprise en 2021 par P. Gabriel avec plus de 25 musiciens[9] ;
- Bory samory, où Alpha Blondy cite son nom, parmi beaucoup d'autres leaders noirs, dans l'album Cocody rock (1984) : « Steve Biko oki faga » ;
- Asimbonanga, du groupe Savuka mené par Johnny Clegg, où le nom de Steven Biko est cité, sur l'album Third World Child, 1987 ;
- Jonathan, du chanteur français Renaud, qui cite Steve Biko dans la chanson, écrite pour son ami Johnny Clegg, sur l'album Putain de camion, 1988 ;
- Biko, reprise de la chanson écrite par Peter Gabriel, interprétée par le groupe Simple Minds (1989) dans l'album Street Fighting Years ;
- Steve Biko (Stir It Up) des rappeurs New-Yorkais A Tribe Called Quest, sur l'album Midnight Marauders, 1993 ;
- Biko du chanteur Manu Dibango dans son album Wakafrica sorti le 18 janvier 1999. Le titre Biko est le 2e titre de l'album ;
- Silver Tongue Show, du groupe de reggae Groundation, sur l'album Hebron Gate, 2002 ;
- Table d'écoute, du rappeur franco algérien Médine, sur l'album du même nom, 2006 ;
- Biko, du groupe indé Bloc Party sur leur album Intimacy, 2008 ;
- Ba mana !, du rappeur Rockin'Squat, de l'album Confession d'un enfant du siècle (Volume 2), 2009 ;
- Tsunami, du rappeur franco marocain Ali, 2010 ;
- Similar to Steven Biko, Diallo, de Wyclef Jean ;
- Steve Biko, du Jamaïcain Beenie Man (sur le Cherry Oh Baby Riddim inspiré de la chanson Cherry Oh Baby interprétée par Eric Donaldson) ;
- Biko Drum, une chanson de Wally Page interprétée par le chanteur irlandais Christy Moore.
- Africa Yako, une chanson de Alpha Blondy de l'album Jah Victory ;

### Autres hommages
- Un club de football gambien, le Steve Biko FC, est fondé un an après sa disparition.
- Homage to Steve Biko, 1978, huile sur toile de Gerard Sekoto.
- En 1987, le film Cry Freedom de Richard Attenborough, adaptation du roman de John Briley, est basé sur le meurtre de Steve Biko.
- Aujourd'hui, une statue lui rendant hommage s'élève dans le centre d'East London et un pont a été baptisé en sa mémoire.
- Un des campus de l'université Durban University of Technology porte son nom
- Une espèce d'Insecte Coléoptère de la famille des Histeridae: Acritus bikoi, décrite de la République d'Afrique du Sud (Natal), lui a été dédiée en 2001 par l'entomologiste français Yves Gomy[10].